# Champignon-slægten
Champignon-slægten (Agaricus) er svampeslægt, der tilhører ordenen Agaricales, som omfatter både spiselige og giftige arter og formentlig har over 300 arter.. Slægten omfatter både havechampignon og markchampignon.